# Englische Tischtennis-Meisterschaft
Die Nationalen Englischen Tischtennis-Meisterschaften werden einmal jährlich durchgeführt. Veranstalter ist der Englische Tischtennisverband.
Erstmals wurden die englischen Meisterschaften 1902 ausgetragen.

## Erwachsene
| Saison     | Herren Einzel      | Damen Einzel                   | Herren Doppel                  | Damen Doppel                                       | Mixed                                       |
| ---------- | ------------------ | ------------------------------ | ------------------------------ | -------------------------------------------------- | ------------------------------------------- |
| 2019/20    | Liam Pitchford     | Tin-Tin Ho                     | Liam Pitchford Paul Drinkhall  | Denise Payet Emiliy Bolton                         | Sam Walker Tin-Tin Ho                       |
| 2018/19    | Liam Pitchford     | Maria Tsaptsinos               | Liam Pitchford Paul Drinkhall  | Tin-Tin Ho Maria Tsaptsinos                        | Josh Bennett Tin-Tin Ho                     |
| 2017/18    | Liam Pitchford     | Tin-Tin Ho                     | David McBeath Paul Drinkhall   | Kelly Sibley Maria Tsaptsinos                      | Liam Pitchford Tin-Tin Ho                   |
| 2016/17    | Paul Drinkhall     | Tin-Tin Ho                     | Liam Pitchford Paul Drinkhall  | Tin-Tin Ho Maria Tsaptsinos                        | Paul Drinkhall Joanna Drinkhall             |
| 2015/16    | Paul Drinkhall     | Tin-Tin Ho                     | Liam Pitchford Paul Drinkhall  | Tin-Tin Ho Maria Tsaptsinos                        | Sam Walker Tin-Tin Ho                       |
| 2014/15    | Liam Pitchford     | Kelly Sibley                   | Liam Pitchford Paul Drinkhall  | Tin-Tin Ho Maria Tsaptsinos                        | Sam Walker Tin-Tin Ho                       |
| 2013/14    | Liam Pitchford     | Joanna Parker                  | Liam Pitchford Paul Drinkhall  | Joanna Parker Kelly Sibley                         | Sam Walker Tin-Tin Ho                       |
| 2012/13    | Liam Pitchford     | Kelly Sibley                   | Liam Pitchford Paul Drinkhall  | Joanna Parker Kelly Sibley                         | Darius Knight Kelly Sibley                  |
| 2011/12    | Paul Drinkhall     | Kelly Sibley                   | Daniel Reed Darius Knight      | Joanna Parker Kelly Sibley                         | Darius Knight Kelly Sibley                  |
| 2010/11    | Paul Drinkhall     | Kelly Sibley                   | Daniel Reed Chris Doran        | Joanna Parker Kelly Sibley                         | Paul Drinkhall Joanna Parker                |
| 2009/10    | Andrew Baggaley    | Joanna Parker                  | Gavin Evans Liam Pitchford     | Joanna Parker Kelly Sibley                         | Paul Drinkhall Joanna Parker                |
| 2008/09    | Paul Drinkhall     | Joanna Parker                  | Paul Drinkhall Darius Knight   | Emily Bates Mary Fuller                            | Paul Drinkhall Joanna Parker                |
| 2007/08    | Andrew Baggaley    | Kelly Sibley                   | Paul Drinkhall Darius Knight   | Kelly Sibley Joanna Parker                         | Paul Drinkhall Joanna Parker                |
| 2006/07    | Paul Drinkhall     | Helen Lower                    | Paul Drinkhall Darius Knight   | Natalie Bawden Helen Lower                         | Darius Knight Kelly Sibley                  |
| 2005/06    | Alex Perry         | Helen Lower                    | Alan Cooke Paul Drinkhall      | Helen Lower Georgina Walker                        | Alex Perry Helen Lower                      |
| 2004/05    | Alan Cooke         | Helen Lower                    | Alex Perry Trevor Taylor       | Natalie Bawden Helen Lower                         | Alex Perry Helen Lower                      |
| 2003/04    | Alan Cooke         | Andrea Holt                    | Bradley Billington Alan Cooke  | Helen Lower Georgina Walker                        | Alex Perry Helen Lower                      |
| 2002/03    | Alan Cooke         | Andrea Holt                    | Alex Perry Terry Young         | Nicola Deaton Kuburat Owolabi                      | Alex Perry Helen Lower                      |
| 2001/02    | Andrew Baggaley    | Nicola Deaton                  | Andrew Baggaley Gareth Herbert | Nicola Deaton Helen Lower                          | Alex Perry Helen Lower                      |
| 2000/01    | Matthew Syed       | Nicola Deaton                  | Bradley Billington Alan Cooke  | Nicola Deaton Helen Lower                          | Alan Cooke Nicola Deaton                    |
| 1999/00    | Matthew Syed       | Nicola Deaton                  | Gareth Herbert Alex Perry      | Nicola Deaton Helen Lower                          | Alex Perry Helen Lower                      |
| 1998/99    | Alex Perry         | Nicola Deaton                  | Gareth Herbert Alex Perry      | Nicola Deaton Helen Lower                          | Alex Perry Nicola Deaton                    |
| 1997/98    | Matthew Syed       | Lisa Lomas                     | Alan Cooke Desmond Douglas     | Andrea Holt Lisa Lomas                             | Alan Cooke Nicola Deaton                    |
| 1996/97    | Matthew Syed       | Nicola Deaton                  | Alan Cooke Desmond Douglas     | Andrea Holt Kuburat Owolabi                        | Alex Perry Andrea Holt                      |
| 1995/96    | Alan Cooke         | Lisa Lomas                     | Alan Cooke Desmond Douglas     | Alison Broe-Gordon Nicola Deaton                   | Alan Cooke Nicola Deaton                    |
| 1994/95    | Carl Prean         | Nicola Deaton                  | Alan Cooke Desmond Douglas     | Katy Goodall Andrea Holt                           | Dennis Holland Linda Radford                |
| 1993/94    | Chen Xinhua        | Alison Broe-Gordon             | Sky Andrew Nicky Mason         | Lisa Lomas Fiona Mommessin                         | Sky Andrew Fiona Mommessin                  |
| 1992/93    | Carl Prean         | Andrea Holt                    | Sky Andrew Nicky Mason         | Katy Goodall Andrea Holt                           | Sky Andrew Fiona Mommessin                  |
| 1991/92    | Chen Xinhua        | Lisa Lomas                     | Alan Cooke Desmond Douglas     | Fiona Elliot Lisa Lomas                            | Sky Andrew Fiona Elliot                     |
| 1990/91    | Carl Prean         | Andrea Holt                    | Sky Andrew Nicky Mason         | Fiona Elliot Lisa Lomas                            | Chen Xinhua Nicola Deaton                   |
| 1989/90    | Desmond Douglas    | Fiona Elliot                   | Alan Cooke Desmond Douglas     | Fiona Elliot Lisa Lomas                            | Sky Andrew Fiona Elliot                     |
| 1988/89    | Alan Cooke         | Lisa Lomas                     | Sky Andrew Nicky Mason         | Fiona Elliot Lisa Lomas                            | John Holland Jackie Billington              |
| 1987/88    | Alan Cooke         | Alison Broe-Gordon             | Sky Andrew Nicky Mason         | Fiona Elliot Lisa Lomas                            | Sky Andrew Fiona Elliot                     |
| 1986/87    | Desmond Douglas    | Fiona Elliot                   | Sky Andrew Nicky Mason         | Jackie Bellinger Lisa Lomas                        | Sky Andrew Fiona Elliot                     |
| 1985/86    | Desmond Douglas    | Joy Grundy                     | Desmond Douglas Carl Prean     | Jill Parker-Hammersley-Shirley Joanna Parker       | Sky Andrew Fiona Elliot                     |
| 1984/85    | Desmond Douglas    | Lisa Bellinger                 | Desmond Douglas Carl Prean     | Jackie Bellinger Lisa Bellinger                    | Graham Sandley Alison Broe-Gordon           |
| 1983/84    | Desmond Douglas    | Alison Broe-Gordon             | Desmond Douglas Paul Day       | Alison Broe-Gordon Mandy Sainsbury                 | Sky Andrew Carole Moore (Knight)            |
| 1982/83    | Desmond Douglas    | Karen Witt                     | Desmond Douglas Paul Day       | Jill Parker-Hammersley-Shirley Karen Witt          | Nigel Eckersley Joy Grundy                  |
| 1981/82    | Desmond Douglas    | Carole Knight                  | Desmond Douglas Paul Day       | Carole Knight Anita Stevenson                      | Desmond Douglas Linda Jarvis-Howard         |
| 1980/81    | Desmond Douglas    | Jill Parker-Hammersley-Shirley | Desmond Douglas Paul Day       | Jill Parker-Hammersley-Shirley Linda Jarvis-Howard | Desmond Douglas Linda Jarvis-Howard         |
| 1979/80    | Desmond Douglas    | Carole Knight                  | Paul Day Nicky Jarvis          | Carole Knight Anita Stevenson                      | John Hilton Jill Parker-Hammersley-Shirley  |
| 1978/79    | Desmond Douglas    | Jill Parker-Hammersley-Shirley | Desmond Douglas Jimmy Walker   | Jill Parker-Hammersley-Shirley Linda Jarvis-Howard | Desmond Douglas Linda Jarvis-Howard         |
| 1977/78    | Paul Day           | Jill Parker-Hammersley-Shirley | Andrew Barden Paul Day         | Jill Parker-Hammersley-Shirley Linda Jarvis-Howard | Nigel Eckersley Karen Witt                  |
| 1976/77    | Denis Neale        | Carole Knight                  | Desmond Douglas Denis Neale    | Jill Parker-Hammersley-Shirley Linda Jarvis-Howard | Paul Day Melody Ludi                        |
| 1975/76    | Desmond Douglas    | Jill Parker-Hammersley-Shirley | Desmond Douglas Denis Neale    | Jill Parker-Hammersley-Shirley Linda Jarvis-Howard | Desmond Douglas Linda Jarvis-Howard         |
| 1974/75    | Denis Neale        | Jill Parker-Hammersley-Shirley | Andrew Barden Paul Day         | Carole Knight Karenza Mathews                      | Nicky Jarvis Jill Parker-Hammersley-Shirley |
| 1973/74    | Chester Barnes     | Jill Parker-Hammersley-Shirley | Alan Hydes Denis Neale         | Linda Jarvis-Howard Karenza Mathews                | Denis Neale Karenza Mathews                 |
| 1972/73    | Trevor Taylor      | Jill Parker-Hammersley-Shirley | Denis Neale Trevor Taylor      | Linda Jarvis-Howard Karenza Mathews                | Alan Hydes Linda Jarvis-Howard              |
| 1971/72    | Trevor Taylor      | Karenza Mathews                | Alan Hydes Denis Neale         | Jill Parker-Hammersley-Shirley Karenza Mathews     | Denis Neale Karenza Mathews                 |
| 1970/71    | Chester Barnes     | Karenza Mathews                | Chester Barnes Trevor Taylor   | Karenza Mathews Jill Parker-Hammersley-Shirley     | Chester Barnes Karenza Mathews              |
| 1969/70    | Denis Neale        | Mary Wright-Shannon            | Alan Hydes Denis Neale         | Karenza Mathews Mary Wright-Shannon                | Denis Neale Mary Wright-Shannon             |
| 1968/69    | Denis Neale        | Judy Williams                  | Alan Hydes Denis Neale         | Judy Heaps Pauline Piddock                         | Denis Neale Karenza Mathews                 |
| 1967/68    | Denis Neale        | Mary Wright-Shannon            | Chester Barnes Ian Harrison    | Jackie Billington Elsie Carrington-Weaver          | Denis Neale Karenza Smith                   |
| 1966/67    | Ian Harrison       | Mary Wright-Shannon            | Chester Barnes Ian Harrison    | Karenza Smith Mary Wright-Shannon                  | Stuart Gibbs Beverley Sayer                 |
| 1965/66    | Denis Neale        | Mary Shannon                   | Chester Barnes Ian Harrison    | Karenza Smith Mary Shannon                         | Brian Wright Mary Shannon                   |
| 1964/65    | Chester Barnes     | Mary Shannon                   | Chester Barnes Ian Harrison    | Diane Rowe Mary Shannon                            | Chester Barnes Mary Shannon                 |
| 1963/64    | Chester Barnes     | Diane Rowe                     | David Creamer Johnny Leach     | Diane Rowe Mary Shannon                            | Ian Harrison Diane Rowe                     |
| 1962/63    | Chester Barnes     | Mary Shannon                   | Bobbie Raybould Robert Stevens | Diane Rowe Mary Shannon                            | Brian Wright Mary Shannon                   |
| 1961/62    | Robert Stevens     | Diane Rowe                     | Bobbie Raybould Robert Stevens | Jill Mills-Rook Rosalind Rowe                      | Johnny Leach Diane Rowe                     |
| 1960/61    | Ian Harrison       | Diane Rowe                     | Ian Harrison Bryan Merrett     | Elsie Carrington-Weaver Jean McCree                | Michael Maclaren Margaret Piper             |
| 1959/60    | Bryan Merrett      | Diane Rowe                     | Johnny Leach Michael Thornhill | Jill Mills-Rook Diane Rowe                         | Johnny Leach Diane Rowe                     |
| 1927       | Nikita Madjaroglou |                                |                                |                                                    |                                             |
| 1921       | Andrew Donaldson   | nicht ausgetragen              | nicht ausgetragen              | nicht ausgetragen                                  | nicht ausgetragen                           |
| 1920       | Tom Hollingsworth  | nicht ausgetragen              | nicht ausgetragen              | nicht ausgetragen                                  | nicht ausgetragen                           |
| 1913       | Tom Hollingsworth  | nicht ausgetragen              | nicht ausgetragen              | nicht ausgetragen                                  | nicht ausgetragen                           |
| 1904       | Percival Bromfield | Gladys Taylor                  | nicht ausgetragen              | nicht ausgetragen                                  | nicht ausgetragen                           |
| 1903       | Arnold Parker      | Helen Madden                   | nicht ausgetragen              | nicht ausgetragen                                  | nicht ausgetragen                           |
| 1902, Dez. | Ralph Ayling       | Connie Wilson                  | nicht ausgetragen              | nicht ausgetragen                                  | nicht ausgetragen                           |
| 1902, Jan. | George Greville    | Annie Garner                   | nicht ausgetragen              | nicht ausgetragen                                  | nicht ausgetragen                           |

## Behinderte
| Jahr | Mixed Rollstuhlfahrer Einzel | Herren Einzel Stehend |
| ---- | ---------------------------- | --------------------- |
| 2010 | Mark Palmer                  | Kim Daybell           |
| 2009 | Mark Palmer                  | Kim Daybell           |